# McCoy (série télévisée)
Pour les articles homonymes, voir McCoy.
MCCoy est une série télévisée américaine en 5 épisodes de 70 minutes diffusée entre le 11 mars 1975 et le 25 janvier 1976 sur le réseau NBC. En France, elle a été diffusée du 20 novembre au 18 décembre 1976 sur TF1. 

## Synopsis
McCoy est un joueur de cartes invétéré dont le goût pour les belles choses lui revient extrêmement cher. Accumulant les dettes, il devient une sorte de Robin des Bois des temps modernes et aide les personnes qui se sont fait escroquer ou voler leur argent grâce au jeu. Il est aidé dans ses affaires par Gideon, un comédien de night clubs

## Distribution
- Tony Curtis : McCoy
- Roscoe Lee Browne : Gideon Gibbs
- Philip Chapin : Bruce Connor

## Épisodes
Tous les épisodes ont été doublés en français.

### Saison 1 (1975-1976)
1. Le Grand Jeu (The Big Ripoff)
2. Silence on tourne (Bless the Big Fish)
3. Double Prix (Double Take)
4. A Chacun ses manies (In Again, Out Again)
5. De vrais faux dollars (New Dollar Day)

## Diffusion aux Etats-Unis
La série faisait partie du programme du NBC Mystery Movie diffusé le mercredi soir.